# Klaus Pelizaeus
Klaus Pelizaeus (* 7. November 1952 in Essen) ist ein deutscher Komponist, Textdichter und Schlagerproduzent.

## Leben und Arbeit
Nach dem Besuch des Gymnasiums in Essen-Werden und dem Fachabitur für Kommunalwissenschaften schlug Pelizaeus zunächst die Beamtenlaufbahn ein, wurde Oberinspektor und Beamter auf Lebenszeit. 1980 erhielt er einen Autorenvertrag beim Budde-Musikverlag in Berlin. 1982 kündigte er nach genau zehnjähriger Beamtenzeit seinen Beamtenstatus, um einen Autorenvertrag exklusiv bei GLOBAL in München anzunehmen. Im selben Jahr war er erstmals in der deutschen Vorentscheidung zum Grand Prix Eurovision mit dem Titel Arktis Lady vertreten.
1983 nahm Pelizaeus eine Stellung als Redakteur innerhalb der WAZ-Gruppe an, intensivierte aber die Autorentätigkeit. Die damalige Coverband Swinging Cocktails, die er gründete und in der er mitwirkte, wurde für volkstümliches Repertoire umbenannt in Eugen & Akkordmalocher, war dann einige Jahre unterwegs mit den Lustigen Musikanten – neben Marianne und Michael, Maria und Margot Hellwig oder Gottlieb Wendehals.
Inzwischen nahm Pelizaeus als Produzent seine Stücke selbst auf. Es entstanden (später erfolgreiche) Titel wie Barbados/Ich wünsch´ mir einen Morgenkuss (Playa Rouge), Schweigen hilft nie/Deine Jeans auf meiner Leine (Xandra Hag) oder Lieber nehm´ ich dich/Willkommen zu Hause (Sally Carter). 1995 gab Klaus Pelizaeus seine Redaktionstätigkeit auf und widmete sich ganz der Kreativarbeit im Schlagergeschäft.
Am 8. August 1988 (8.8.88) gründete er den Alibaba-Musikverlag und am 9. September 1999 (9.9.99) das Label „A la tete-Records“.
Über 1000 Songs mit Musik und Text entstammen seiner Feder, darunter Schlager für DSDS-Sieger Ramon Roselly ("Hundert Jahre sind noch zu kurz", "Absolut die 1")  Roger Whittaker, Heino, Leonard, Tony Marshall, Lys Assia, Marion Maerz, Siw Malmkvist, Randolph Rose, Ela, Jürgen Drews, Benny Neyman, Die 3 Colonias, Alex Parker, Janis Nikos, Anne Karin, Tina Rainford, Halve Hahn, Andrea Held, Nina Puder, Peggy March, Nina Lizell, Daniel Reemer oder Bert Beel. Für Ted Herold, Xandra Hag, Oliver Hardt, Playa Rouge, Michael Kern, die Yellow Stone Company, Sally Carter oder Eugen & Akkordmalocher schrieb und produzierte er jeweils ein Album. Als Textdichter war er unter anderem tätig für Rendezvous, Looping, Oliver Thomas, Reiner Kirsten, Alpentrio Tirol, Rudy Giovannini, Angelina, Luisa oder Lars Vegas.
Als Komponist und Textdichter war Pelizaeus zweimal im deutschen Vorentscheid um den Grand Prix-d’Eurovision und viermal als Textdichter im nationalen Vorentscheid zum Grand Prix der Volksmusik vertreten.
Er ist für die Textdichter Mitglied im GEMA-Wertungsausschuss für das Wertungsverfahren, im GEMA-Werkausschuss, im Aufnahmeausschuss, Stellvertreter im Beschwerdeausschuss und war von 2017 bis 2021 im Beirat des DTV (Deutscher Textdichterverband).
Klaus Pelizaeus ist verheiratet, dreifacher Vater und lebt in Essen-Haarzopf.